# Manticao
Manticao (Bayan ng Manticao) är en kommun i Filippinerna. Kommunen ligger på ön Mindanao, och tillhör provinsen Misamis Oriental. Folkmängden uppgår till 24 072 invånare.
Manticao är indelat i 13 barangayer.